# Centro Guerrero
Centro Guerrero, localmente conocida como Pueblo Nuevo, es una localidad argentina de la provincia de Buenos Aires, perteneciente al partido de Castelli.

## Población
Contaba con 114 habitantes (Indec, 2010), lo que representa un descenso del 11% frente a los 129 habitantes (Indec, 2001) del censo anterior.
| Gráfica de evolución demográfica de Centro Guerrero entre 1991 y 2010 |
|                                                                       |
| Fuente: Censos nacionales del INDEC.                                  |

Su población ha crecido significativamente desde el último censo. Junto al pueblo se encontraba el basural a cielo abierto de la ciudad de Castelli, y en el mismo sitio comenzó a operar, en abril de 2017, una moderna planta de clasificación y tratamiento de residuos.